# Mihály Tamás
Mihály Tamás (Budapest, 1947. szeptember 24. –  2020. november 21.) Kossuth-díjas és Liszt Ferenc-díjas basszusgitáros, zeneszerző, becenevén Misi, az Omega együttes  korábbi tagja, Mihály András zeneszerző fia.

## Pályafutása
Zenész családból származott, édesapja Mihály András, magyar komolyzenei közélet egyik jelentős alakja, a Magyar Állami Operaház igazgatója volt. Ő maga is klasszikus zenét tanult a zenei konzervatórium gordonka-szakán. Ott ismerte meg Presser Gábort. Játszott a Scampolo és a Futurama együttesekben, majd 1967-ben Varsányi István helyére csatlakozott az Omegához. Az egyik próbára elhívta Pressert, aki kezdetben külsős zeneszerzőként komponált számukra dalokat, majd egy évvel később teljes jogú taggá lépett elő. Ők voltak az együttes első képzett zenészei, nagyban hozzájárultak, hogy az Omega a magyar beategyüttesek élvonalába kerüljön.
Első szerzeménye az együttesben a Spanyolgitár legenda, amelyet ő maga is énekelt. Ezen kívül az első Omega-album, az angol nyelvű Omega Red Star from Hungary dalainak többsége is az ő hangján hallható, mert az énekes Kóbor János nem tudott kiutazni Angliába a felvételre. Koncerteken az eredetileg Presser Gábor énekével felvett Tízezer lépést szokta Kóborral duettben énekelni.
Presser kilépése után a legtöbb Omega-dalt ő írta (Molnár György mellett), köztük olyan műveket, mint a Szvit vagy a Nem tudom a neved. A 7-13. albumokon az egész együttes jegyezte az összes dalt szerzőként, a 14-15. albumon viszont ismét övé a legtöbb szerzemény. A 16. album készítésében kevesebb szerepet vállalt (az 56 csepp vér musical munkálatai miatt), de erre a lemezre is írt dalokat.

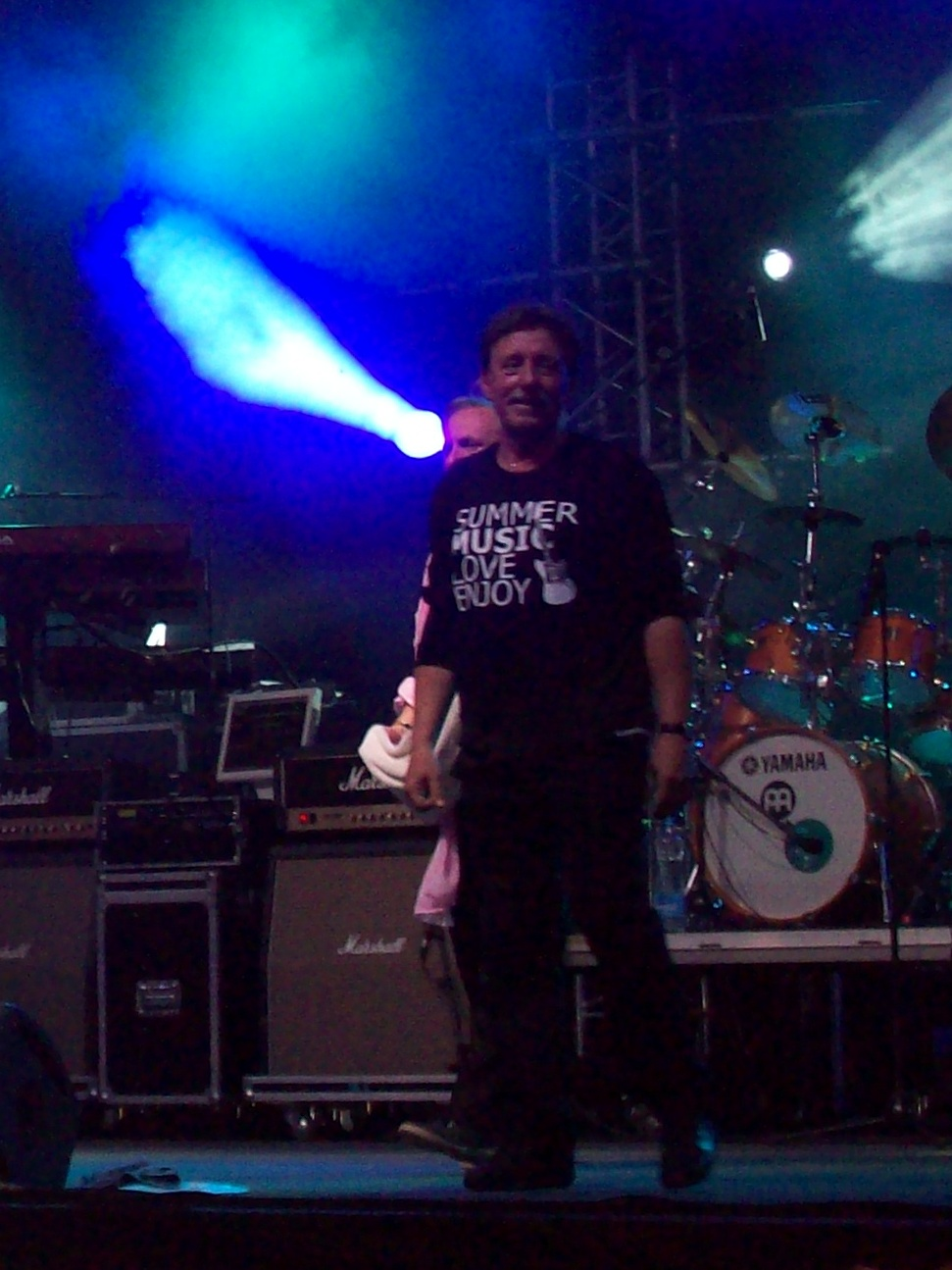
Mihály Tamás
(2010)

1983-ban szólóalbumot készített Szintetizátor-varázs címmel, amin Liszt Ferenc és Richard Wagner szerzeményeit dolgozta fel. 2006-ban az 1956-os forradalom jubileumára készült 56 csepp vér című musical zenéjét komponálta. 2007-ben Artisjus-díj elismerést kapott. 2008-ban a Magyar dal napján egy alkalmi Omega Tribute Band vezetőjeként lépett fel, Kalapács József, Keresztes Ildikó és Roy vendégszereplésével. 2011-ben újabb szólóalbuma készült, olyan közreműködőkkel, mint Horváth Charlie, Somló Tamás, Presser Gábor, Nagy Feró, Meződi József.
2014-ben játszott utoljára az Omegával, bár távozását Kóbor János csak 2017 áprilisában erősítette meg. Mihály Tamás azonban egy interjúban kijelentette, hogy bizonyos feltételek teljesülése esetén nem zárkózott volna el a közös munka újrakezdésétől. Sőt, 2021-re tervben volt a klasszikus ötös újraegyesülése is.
Nem sokkal volt Omega-beli kollégája, Benkő László után, 2020. november 21-én hunyt el tüdőrákban.
2020. december 8-án búcsúztatták a Fiumei úti sírkert szóróparcellájában. A temetésén részt vett Kóbor János, Molnár György, Debreczeni Ferenc és Presser Gábor.

## Díjai, elismerései
- Yamaha fesztivál fődíja (1970)
- Liszt Ferenc-díj – megosztva az Omega együttes tagjaival (1987)
- A Magyar Köztársasági Érdemrend kiskeresztje (1995)[8]
- Artisjus-díj (2007)
- Pro Urbe Budapestért díj – megosztva az Omega együttes tagjaival (2011)
- Kossuth-díj – megosztva az Omega együttes tagjaival (2013)
- Mihail Alekszandrovics Romanov orosz nagyherceg Emlékérem (2013)
- Inter-Lyra-díj[9]
- Budapest II. kerület díszpolgára (2021) /posztumusz/[10]

## Diszkográfia

### Omega
Itt az együttes sorlemezeinek listája olvasható, bővebben lásd Omega-diszkográfia szócikk. Az együttes valamennyi 2017 előtti albumán közreműködik, a kislemezeken 1967-től 2006-ig (kivétel a japán kiadású „fél-Omega” kislemez).
- Trombitás Frédi és a rettenetes emberek (1968)
- Tízezer lépés (1969)
- Éjszakai országút (1970)
- Élő Omega (1972)
- Omega 5 (1973)
- Omega 6 – Nem tudom a neved (1975)
- Omega 7 – Időrabló (1977)
- Omega 8 – Csillagok útján (1978)
- Gammapolis (1979)
- Omega X – Az arc (1981)
- Omega XI (1982)
- Omega 12 – A Föld árnyékos oldalán (1986)
- Omega XIII – Babylon (1987)
- Trans and Dance (1995)
- Omega XV – Egy életre szól (1998)
- Égi jel: Omega (2006)
- Testamentum (2020)

### Szólóalbumok
- Szintetizátor-varázs (1983)
- Last Minute (2011)

### Színpadi művek
- 56 csepp vér (2006)
- Retro (még nem mutatták be)
- Erdei karnevál (még nem mutatták be)
- Ez van (Canterbury mesék) (2014)
- Millió dolláros bébi (2015, táncjáték az azonos című film alapján)

### Egyéb
- Jutka és a banda – Rumeláj (1990)
- Benkő László – Omega-mix (1991)
- D. Nagy és a Frakció – Budapest felett (1993)

## Könyve
- Basszus! Omega! Ez egy életre szól. Omegától alfáig; Noran Libro, Bp., 2014